# Tâm trung hữu quỷ
Tâm trung hữu quỷ (tiếng Trung: 心中有鬼, tiếng Anh: The Matrimony), hay còn gọi là Trong lòng có quỷ, là một bộ phim điện ảnh thuộc thể loại kinh dị xen lẫn với tình cảm - chính kịch của điện ảnh Trung Quốc ra mắt năm 2007 do Đằng Hoa Thao làm đạo diễn và Hoa Nghị huynh đệ hợp tác sản xuất. Bộ phim có sự tham gia của ba diễn viên chính gồm Lê Minh, Lưu Nhược Anh và Phạm Băng Băng.
Bộ phim chính thức công chiếu tại Trung Quốc từ ngày 8 tháng 2 năm 2007. Ba tháng sau, Hồng Kông cho khởi chiếu bộ phim từ ngày 17 tháng 5 và Đài Loan cho khởi chiếu bộ phim từ ngày 22 tháng 6 cùng năm. Bộ phim nhận về những bình luận nhìn chung là tích cực từ các nhà phê bình và khán giả, đồng thời còn giành được hai hạng mục của giải Kim Mã lần thứ 44, bao gồm Quay phim xuất sắc nhất và Nữ diễn viên phụ xuất sắc nhất cho Phạm Băng Băng.

## Tóm tắt nội dung
Vào những năm 30 tại Thượng Hải, Thẩm Quân Sơ yêu sâu đậm cô bạn gái Từ Mạn Lệ, nhưng vì tính cách hướng nội nên không thể mở lời cầu hôn. Mạn Lệ vô cùng chán nản, bèn sáng tác một vở kịch truyền thanh. Trong vở kịch, nhiếp ảnh gia Quân Sơ mua một chiếc nhẫn và hẹn gặp Mạn Lệ, nhưng không may cô đã bị xe đụng chết khi đang trên đường đi gặp anh, Quân Sơ chìm đắm trong hối hận và nhớ nhung. Sau đó, Tam Tam, người rất yêu Quân Sơ, đã nhìn thấy Mạn Lệ cứ quanh quẩn xung quanh họ không chịu đi. Mạn Lệ đã dạy Tam Tam cách làm cho Quân Sơ vui.
Cuối phim, khi vở kịch kết thúc, Quân Sơ hiểu được tâm ý của Mạn Lệ và đã viết một lá thư cầu hôn cô. Cuối cùng, Mạn Lệ đã đồng ý và cả hai đã gặp được nhau ở ngoài đời.

## Diễn viên
- Lê Minh trong vai Thẩm Quân Sơ
- Lưu Nhược Anh trong vai San San
- Phạm Băng Băng trong vai Từ Mạn Lệ
- Trịnh Dục Chi trong vai mẹ của Quân Sơ
- Từ Tông Tử trong vai Dung Ma
- Vương Vỹ Hoa trong vai bác sĩ Trương

## Giải thưởng
| Giải thưởng            | Hạng mục                       | Người nhận giải | Kết quả   |
| ---------------------- | ------------------------------ | --------------- | --------- |
| Giải Kim Mã lần thứ 44 | Nữ diễn viên phụ xuất sắc nhất | Phạm Băng Băng  | Đoạt giải |
| Giải Kim Mã lần thứ 44 | Quay phim xuất sắc nhất        | Lý Bình Tân     | Đoạt giải |